# Rosa davidii
Espèce
Classification phylogénétique
Rosa davidii est une espèce de plantes à fleurs de la famille des Rosaceae. C'est un rosier classé dans la section des Cinnamomeae, originaire de Chine occidentale. Il doit son nom au Père David (1826-1900) qui la découvrit en juin 1869 in montibus, près de Mouping. Décrite par François Crépin, elle ne fut mise en culture qu'à partir de 1908 en Europe par Ernest Henry Wilson.

## Description[2]
C'est un buisson d'environ 3 mètres de haut, aux tiges vertes dont les aiguillons sont droits.  Les feuilles de 7 à 9 folioles sont vert clair, mates avec un revers velu et bleuté.
Il fleurit tardivement, fin juillet, et ses fleurs simples à 5 pétales (2 à 4 cm de diamètre), d'un rose mauve, groupées en corymbes, donnent des cynorrhodons en forme de bouteille de couleur rouge vif. Il est très résistant aux hivers rigoureux.
Son habitat naturel se situe entre 1 600 mètres et 3 000 mètres d'altitude dans les provinces chinoises du Gansu, Ningxia, Shaanxi, Sichuan et dans le Yunnan.

## Cultivar
- Rosa davidii  'Elongata' Rehder & E.H.Wilson, aux feuilles à folioles plus longs et à floraison moins abondante